# Episodi di The Good Doctor (quarta stagione)
La quarta stagione della serie televisiva The Good Doctor, composta da 20 episodi, è stata trasmessa negli Stati Uniti d'America sul canale ABC, dal 2 novembre 2020 al 7 giugno 2021.
In Italia, la prima parte della stagione (episodi nº 1-10) è stata trasmessa in prima visione assoluta su Rai 2 dall'8 gennaio al 26 marzo 2021; la seconda parte (episodi nº 11-20) è stata trasmessa in prima visione assoluta dal 14 ottobre al 10 dicembre 2021.
| nº | Titolo originale                  | Titolo italiano                  | Prima TV USA     | Prima TV Italia  |
| -- | --------------------------------- | -------------------------------- | ---------------- | ---------------- |
| 1  | Frontline: Part 1                 | In prima linea (1ª parte)        | 2 novembre 2020  | 8 gennaio 2021   |
| 2  | Frontline: Part 2                 | In prima linea (2ª parte)        | 9 novembre 2020  | 15 gennaio 2021  |
| 3  | Newbies                           | I nuovi specializzandi           | 16 novembre 2020 | 22 gennaio 2021  |
| 4  | Not the Same                      | Mai più come prima               | 23 novembre 2020 | 5 febbraio 2021  |
| 5  | Fault                             | Sensi di colpa                   | 30 novembre 2020 | 12 febbraio 2021 |
| 6  | Lim                               | Lim                              | 11 gennaio 2021  | 19 febbraio 2021 |
| 7  | The Uncertainty Principle         | Il principio di indeterminazione | 18 gennaio 2021  | 26 febbraio 2021 |
| 8  | Parenting                         | Genitorialità                    | 25 gennaio 2021  | 12 marzo 2021    |
| 9  | Irresponsible Salad Bar Practices | Un'insalata sbagliata            | 15 febbraio 2021 | 19 marzo 2021    |
| 10 | Decrypt                           | Decriptare                       | 22 febbraio 2021 | 26 marzo 2021    |
| 11 | We're All Crazy Sometimes         | Un briciolo di follia            | 8 marzo 2021     | 14 ottobre 2021  |
| 12 | Teeny Blue Eyes                   | Piccoli occhi azzurri            | 22 marzo 2021    | 15 ottobre 2021  |
| 13 | Spilled Milk                      | Non si piange sul latte versato  | 29 marzo 2021    | 22 ottobre 2021  |
| 14 | Gender Reveal                     | Maschio o femmina?               | 19 aprile 2021   | 29 ottobre 2021  |
| 15 | Waiting                           | Attese                           | 26 aprile 2021   | 5 novembre 2021  |
| 16 | Dr.Ted                            | Dottor Ted                       | 10 maggio 2021   | 12 novembre 2021 |
| 17 | Letting Go                        | Affrontare il dolore             | 17 maggio 2021   | 19 novembre 2021 |
| 18 | Forgive or Forget                 | Perdonare o dimenticare          | 24 maggio 2021   | 26 novembre 2021 |
| 19 | Venga                             | Missione Guatemala (1ª parte)    | 31 maggio 2021   | 3 dicembre 2021  |
| 20 | Vamos                             | Missione Guatemala (2ª parte)    | 7 giugno 2021    | 10 dicembre 2021 |

## In prima linea (1ª parte)
- Titolo originale: Frontline Part 1
- Diretto da: Mike Listo
- Scritto da: David Shore e Liz Friedman

### Trama
Il dottor Shaun Murphy tratta un paziente con il COVID-19, una nuova malattia che non è solo di natura imprevedibile, ma diversa da qualsiasi malattia che lui o il team abbiano visto prima. Nel frattempo Claire continua a elaborare il suo dolore, ancora turbata dalla morte di Melendez.
- Guest star: Beau Garrett (Jessica Preston), Ricky He (Kellan Park), Sheila Kelley (Debbie Wexler), Karin Konoval (infermiera Petringa), Jennifer Birmingham Lee (Mia), Elfina LukhLuk (infermiera Villanueva), Lochlyn Munro (Martin Cross), Carly Pope (Lily Cross), Arlen Aguayo-Stewart (Ambar Estrada).
- Ascolti Italia: telespettatori 1.612.000 – share 6,00%[4]

## In prima linea (2ª parte)
- Titolo originale: Frontline Part 2
- Diretto da: Mike Listo
- Scritto da: David Shore e Liz Friedman

### Trama
Il dottor Shaun Murphy e il team cercano di avere una migliore comprensione della malattia da COVID-19. Tentano di salvare i pazienti ma molti di loro non sopravvivono mentre quelli che guariscono affrontano le conseguenze della malattia. Claire cerca un modo per superare il dolore per la morte di Melendez attraverso i suoi pazienti. Tenta di restituire le piastrine di un veterano militare alla sua famiglia. Il dottore Alex Park e sua moglie Mia discutono del loro futuro insieme capendo che forse sono legati solo dell'affetto per il figlio.
- Guest star:Ricky He (Kellan Park), Sheila Kelley (Debbie Wexler), Karin Konoval (infermiera Petringa), Jennifer Birmingham Lee (Mia), Elfina LukhLuk (infermiera Villanueva), Lochlyn Munro (Martin Cross), Carly Pope (Lily Cross), Arlen Aguayo-Stewart (Ambar Estrada).
- Ascolti Italia: telespettatori 1.446.000 – share 5,40%[5]

## I nuovi specializzandi
- Titolo originale: Newbies
- Diretto da: David Straiton
- Scritto da: David Renaud e Tommy Moran

### Trama
La dottoressa Lim sottopone Claire, Shaun e Park ad un test: dovranno scegliere e selezionare quattro nuovi specializzandi da assumere e soprattutto da accompagnare nella professione medica. Nel frattempo dovranno occuparsi di due casi: una diciassettenne dal seno tuberoso che si sottopone ad una mastoplastica ma un trombo al cervello mette a rischio la sua vita; Claire opera un paziente della dottoressa Morgan che ha un tumore al cuore esteso, per questo procedono con un trapianto del suo stesso organo dopo averlo ricostruito con una vescica di maiale.
- Guest star: Sophia Bucior (Monica Torres), Summer Brown (dottoressa Olivia Jackson), Noah Galvin (dottore Asher Wolke), Bria Samoné Henderson (dottore Jordan Allen), Michael Liu (John Lundberg), Brian Marc (dottore Enrique "Ricky" Guerin), Sam Robert Muik (Will Hopper), Samer Salem (Josh Bunker).
- Ascolti Italia: telespettatori 1.647.000 – share 6,00%[6]

## Mai più come prima
- Titolo originale: Not the Same
- Diretto da: Sarah Wayne Callies
- Scritto da: David Hoselton and Adam Scott Weissman

### Trama
La dottoressa Morgan Reznik e il dottore Shaun Murphy si occupano di una paziente incinta di due gemelli. Il suo corpo produce degli anticorpi che possono uccidere il gemello più debole, per questo inducono il travaglio facendo nascere il gemello forte e dando al debole il tempo di svilupparsi nella pancia della mamma. Nel frattempo, Shaun dovrà risolvere alcuni problemi con le sue specializzande e chiede a Lea di vivere insieme. Claire e il dottor Park si occupano di un paziente con un tumore e metastasi al fegato. Il dottore Wolke per ben due volte salverà il paziente con le sue intuizioni. Il dottor Park ha divorziato e Morgan decide di offrirgli di diventare coinquilini.
- Guest star: Brian Marc (dottore Enrique Guerin), Bria Samone Henderson (dottoressa Joredan Allen), Noah Galvin (dottore Asher Wolke), Summer Brown (dottoressa Olivia Jackson), Adam Beach (Billy Carr).
- Ascolti Italia: telespettatori 1.470.000 – share 5,40%[7]

## Sensi di colpa
- Titolo originale: Fault
- Diretto da: Vanessa Parise
- Scritto da: Peter Blake e Mark Rozeman

### Trama
Il dottor Shaun Murphy mette in dubbio la sua decisione di dare autonomia ai nuovi specializzandi quando il dottore Wolke non diagnostica un aneurisma addominale di 6,5 centimetri ad un paziente che rischia conseguenze disastrose. Infatti nemmeno l'intervento chirurgico con la ricostruzione ad ypsilon dell'aorta addominale salverà la vita del paziente. Nel frattempo, la dottoressa Claire Browne, il dottor Alex Park e il dottor Jordan Allen curano una paziente con una Cisti dermoide con sacca rotta che colpisce le funzioni chiave del suo cervello. Questo le causa un'amnesia retrograda temporanea. Questa paziente ha messo in crisi il suo matrimonio per essersi innamorata di un altro uomo. Dopo l'intervento decide di ritentare con suo marito. Morgan Reznick e Park distruggono oggetti delle loro relazioni fallite come auspicio di ripartenza.
- Guest star: Sheila Kelley (Debbie Wexler), Brian Marc (dottore Enrique Guerin), Bria Samone Henderson (dottoressa Joredan Allen), Noah Galvin (dottore Asher Wolke), Summer Brown (dottoressa Olivia Jackson), Adam Beach (Billy Carr), Elfina Luk (infermiera Villanueva), Lindsey Kraft (Ellie Lewis), Ryan Kennedy (Brendan Lewis), Carlos Lacamara (Carl Porter), Daniel Di Tomasso (Zane Lumet), Jennifer Angeli (Toni Snyder)Araz Yaghoubi (Tech Guy).
- Ascolti Italia: telespettatori 1.483.000 – share 5,60%[8]

## Lim
- Titolo originale: Lim
- Diretto da: Mike Listo
- Scritto da: Jessica Grasl e Tracy Taylor

### Trama
Mentre il primario di chirurgia, la dottoressa Audrey Lim, affronta il disturbo da stress post traumatico dovuto al COVID-19, soccorre un giovane pedone investito da una macchina. In ospedale la dottoressa sottopone il giovane ad una laparotomia scoprendo emorragie derivate dalla perforazione dell'intestino dovute ad una scheggia di proiettile da tempo nel corpo del paziente. Si scopre che il paziente è un veterano di guerra che combatte un debilitante PTSD (disturbo da stress post traumatico). Dopo aver discusso il caso con il team, la dottoressa Claire Browne suggerisce un trattamento radicale per aiutarlo, ovvero intervenire sull’amigdala del paziente con una tecnica poco invasiva. Altro caso è la signora Babcot, donna con un radio fratturato e problemi di cuore, che si ritiene empatica riuscendo a comprendere e soffrire il dolore della dottoressa Lim. Nel frattempo, il dottore Wolke è ancora sconvolto dalla prima morte del suo primo paziente e per questo il dottor Shaun Murphy dichiara che non vuole più insegnare ai nuovi specializzandi. Inoltre una donna deve sottoporsi all'interruzione di gravidanza che la dottoressa Allen non vuole praticare non solo perché cristiana ma anche perché lei stessa ha abortito per scegliere la carriera. Mentre torna a casa stanca e sovrappensiero la dottoressa Lim è vittima di una caduta in motocicletta senza gravi conseguenze.
- Guest star:
- Ascolti Italia: telespettatori 1.455.000 – share 5,40%[9]

## Il principio di indeterminazione
- Titolo originale: The Uncertainty Principle
- Diretto da: Gary Hawes
- Scritto da: Doris Egan

### Trama
Morgan Reznik scopre che la ricchezza del suo paziente e l'ossessione di prolungare la sua vita lo portano a cambiare il suo Dna con una tecnica detta CRISPR facendosi inoculare dalla moglie Sophie l'elisir di lunga vita. Questo però gli crea diverse malattie che i dottori non conoscono poiché sconosciute. Così pensano di disattivare i cambiamenti del Dna usando la stessa tecnica ma il paziente megalomane rifiuta e questo lo porta a lasciarsi con la moglie. La paziente della dottoressa Claire è una donna con una recidiva del tumore. Si scopre che soffre di un disturbo ereditario, ovvero: la Sindrome di Li-Fraumeni che porta il suo corpo a sviluppare facilmente tumori. Questo mette a rischio il rapporto col marito che si getta da mesi sul lavoro per non pensare al rischio di perdere la moglie. Tuttavia il marito, che è un investitore in nuove aziende e prodotti, decide di vendere la sua società per godersi il rapporto con la moglie finché potrà farlo. La dottoressa Claire è anche dubbiosa se accettare l'invito di un caffè del dottore Guerin. Spronata da molti a lasciarsi andare anche per iniziare una semplice amicizia decide di accettare l'invito. Il dottore Murphy invece è ossessionato dai cambiamenti chiesti da Lea come fare sesso in doccia. Dopo lunghe riflessioni decide di accettare questi cambiamenti per crescere insieme e avvisare il partner quando tali cambiamenti mettono il rapporto su strade diverse.
- Guest star: Brian Marc (dottore Enrique Guerin), Bria Samone Henderson (dottoressa Joredan Allen), Noah Galvin (dottore Asher Wolke), Summer Brown (dottoressa Olivia Jackson), Adam Beach (Billy Carr), Elfina Luk (infermiera Villanueva).
- Ascolti Italia: telespettatori 1.468.000 – share 5,50%[10]

## Genitorialità
- Titolo originale: Parenting
- Diretto da: Rachel Leiterman
- Scritto da: Patti Carr

### Trama
La squadra cura Darya, una ginnasta adolescente che sperimenta complicazioni dal suo allenamento intensivo. La ragazza soffre di cifoscoliosi, osteoporosi, blocco intestinale e la sua colonna vertebrale necessita di una operazione. Oltre a sottoporsi a interventi chirurgici dovrà anche smettere la sua attività agonistica. Anton, suo allenatore e padre, la lascia decidere sulle cure da fare. Darya decide di fare l'intervento per rimuovere il blocco intestinale senza toccare la colonna. Durante l'operazione si verifica una forte tachicardia che impedisce la prosecuzione dell'intervento. I dottori Wolke e Guerin riescono ad indurre Darya ad ammettere di fare uso di fitoestrogeni per accrescere il seno. Darya comunica tutto ad Anton che cambia idea decidendo di farle fare l'intervento alla colonna. Darya rifiuta decidendo di chiedere l'emancipazione. Anche il padre si ritrova ad affrontare un attacco cardiaco che in realtà si rivela un aneurisma all'aorta addominale da dover operare urgentemente. La dottoressa Olivia Jackson è sotto pressione per colpa di suo zio che la costringe a competere con la dottoressa Allen per trovare una soluzione innovativa per l'intervento su Anton evitando la deviazione dell'esofago, ipotesi suggerita da Olivia considerata sicura e adatta per il caso. La nuova idea di Olivia sembra giusta ma in sala operatoria si rivela complicata da praticare, così lei stessa suggerisce l'operazione scartata in precedenza. Non potendo avere il consenso di Anton si rivolgono a Darya che non sa cosa fare. Questo le fa capire di non essere pronta per emanciparsi. La dottoressa Lim non vuole curarsi per il suo disturbo e così Claire è costretta a dire a Glassman la verità. Olivia si confronta con lo zio ammettendo di voler diventare un grande medico rimanendo fedele a se stessa. Nel frattempo, Shaun incontra i genitori di Lea per la prima volta. Mike e Pam Dilallo non sono convinti della loro relazione e della maturità di Lea per poter affrontare gli ostacoli che incontreranno. Shaun gli fa' capire che Lea e lui cresceranno insieme.
- Guest star: Eden Summer Gilmore (Darya Denys), Kristoffer Polaha (Anton Denys), Barclay Hope (Mike Dilallo), Julie Warner (Pam Dilallo), Brian Marc (Dr. Enrique Guerin), Bria Samoné Henderson (dottoressa Joredan Allen), Noah Galvin (Dr. Asher Wolke), Summer Brown (Dr. Olivia Jackson).
- Ascolti Italia: telespettatori 1.380.000 – share 5,00%[11]

## Un'insalata sbagliata
- Titolo originale: Irresponsible Salad Bar Practices
- Diretto da: Felipe Rodriguez
- Scritto da: Sam Chanse e Liz Friedman

### Trama
La dottoressa Morgan Reznick è alle prese con Rio Gutierrez, paziente transgender con un tumore al cervello in crescita. Si scopre che Rio è incinta perché ha saltato alcuni cicli di testosterone. Proprio la tempesta ormonale fa crescere il tumore. Decide di sottoporsi all'interruzione di gravidanza. Questo ridurrà il tumore per poi operare con un intervento poco invasivo. Cambia idea decidendo di tenere il bambino e come opzione gli rimane un intervento estremamente invasivo. Durante l'intervento si creano bolle d'aria che grazie al salvataggio di Lim non uccidono Rio, inoltre il tumore viene rimosso con successo. Ora potrà portare al termine la gravidanza. Invece, la dottoressa Claire è alle prese con Zora, paziente afroamericana proprietaria di un negozio di cannabis terapeutica in preda ad un crisi ipertensiva. Dovrà sottoporsi ad un intervento al cuore. Zora capisce che la dottoressa Claire le ha dato ace inibitori per la crisi basandosi su pregiudizi razziali così decide di non volerla nell'equipe dell'intervento. L'intervento ha dei problemi ma l'idea di Claire di un bypass bicamerale salva Zora. La dottoressa Lim riceve da Glassman un invito a curarsi. Il dottore Murphy pare avere una cotta per la nuova specializzanda in radiologia, la dottoressa Cintia D'Souza. Pare che la dottoressa abbia molte cose in comune con Murphy tant'è che il dottore inizia a fantasticare riguardo a dei baci tra lui e Cintia. Murphy decide di dire a Lea della sua cotta. Infastidita dalla situazione, Lea spia Cintia fino a trovare elementi che a Shaun danno fastidio come cibi che a lui non piacciono. Finalmente la dottoressa Lim inizia a prendere la sertralina ammettendo il suo disturbo da stress post traumatico.
- Guest star: Emmet Preciado (Rio Gutierrez), X. Mayo (Zara Norton), Priscilla Faia (dottoressa Cintia D'Souza), Johnathan Sousa (Eliz Simpson), Brian Marc (dottore Enrique Guerin), Bria Samoné Henderson (dottoressa Joredan Allen), Noah Galvin (dottore Asher Wolke), Summer Brown (dottoressa Olivia Jackson).
- Ascolti Italia: telespettatori 1.396.000 – share 5,10%[12]

## Decriptare
- Titolo originale: Decrypt
- Diretto da: Freddie Highmore
- Scritto da: Thomas L. Moran e Adam Scott Weissman

### Trama
La dottoressa Reznick tratta una paziente Down con una malattia autoimmune che attacca il fegato e per questo dovrà essere trapiantata. Così inizia la ricerca di un donatore che il dottor Wolke trova nell'insegnante Tracy. Quest'ultima non può donare il fegato perché affetta da una patologia. La dottoressa Reznick fornisce un'alternativa: Tracy donerà un rene, mentre il fegato verrà donato da un ex detenuto. Così verranno salvate due vite. La dottoressa Browne è alle prese con Curt Grant, atleta sopravvissuto al cancro che gestisce una Onlus a favore dei pazienti affetti da cancro, colpito da un'infezione fungina. Deve sottoporsi ad un intervento che mette in luce il suo oscuro segreto: non ha mai avuto il cancro. La notizia viene diffusa sui giornali e la dottoressa Lim crede sia Claire la fonte. Durante l'operazione di Grant la dottoressa Jackson si incolpa della rivelazione dello scandalo perché vuole essere licenziata poiché ha capito che diventare medico non è la sua strada. La dottoressa Jackson abbandona chiarendosi con suo zio e ammettendo la verità. L'ospedale viene colpito da un attacco informatico che potrebbe danneggiare macchinari salvavita. La finalità è chiedere un riscatto da due milioni. L'assicurazione stanzia i fondi per pagare, ma la caparbietà di Lea riesce a ripristinare il sistema con un backup utilizzando un errore commesso da un tecnico sui server.
- Guest star: Brian Marc  (dottore Enrique Guerin), Bria Samoné Henderson (dottoressa Jordan Allen), Summer Brown (dottoressa Olivia Jackson), Noah Galvin (dottore Asher Wolke).
- Ascolti Italia: telespettatori 1.455.000 – share 5,30%[13]

## Un briciolo di follia
- Titolo originale: We're All Crazy Sometimes
- Diretto da: Mike Listo
- Scritto da: David Hoselton e David Renaud

### Trama
Il Dr. Aaron Glassman si occupa di un paziente rifiutato da molti dottori poiché affetto da Spondilite anchilosante. Ha bisogno di un intervento chirurgico alla colonna vertebrale incredibilmente unico e complicato che permetta di riallineare la colonna. Il Dr. Aaron Glassman crea un test per scegliere gli specializzandi e dargli l'opportunità di unirsi a lui in sala operatoria. L'operazione sembra procedere al meglio finché il paziente non ha un collasso dovuto alla compressione dell'aorta cava. Così Glassman decide di adottare un cambiamento alla sua operazione che si rivela efficace, partendo dall'intuizione del Petto escavato. Il post operatorio del paziente inizia stando eretto e potendo abbracciare il dottor Glassman per ringraziare. Nel frattempo, Shaun e Morgan non sono d'accordo su come trattare una paziente in coma da dieci anni e con suo marito che ha bloccato la sua vita per la moglie. Dopo tanti anni è deciso a staccare la spina ma un movimento del dito porta a fare ulteriori esami che confermano un tumore canceroso. Durante l'operazione di rimozione del tumore la paziente si risveglia. Dopo aver studiato il caso, Shaun comprende che il risveglio è stato possibile poiché la rottura della capsula che conteneva il tumore rilascia un eccesso di dopamina. Tuttavia è un effetto temporaneo perché l'eccesso degli ormoni svanisce in ventiquattro ore. Cosi la coppia si prepara a dirsi addio per sempre. Lia confessa a Shaun che è incinta.
- Guest star: Brian Marc (dottore Enrique Guerin), Bria Samoné Henderson (dottoressa Jordan Allen), Noah Galvin (dottore Asher Wolke).
- Ascolti Italia: telespettatori 1.155.000 – share 4,90%[14]

## Piccoli occhi azzurri
- Titolo originale: Teeny Blue Eyes
- Diretto da: Rebecca Moline
- Scritto da: Peter Blake e Mark Rozeman

### Trama
Quando Silas Chambers, famoso chirurgo si reca al St. Bonaventura per farsi curare la Distonia del musicista alle mani con un'operazione di Ablazione per poter continuare il suo lavoro di chirurgo, l'entusiasmo del team viene subito messo in ombra dal comportamento autoritario del dottore. Shaun crede che Chambers sia autistico e questo inasprisce il comportamento del dottore. Quest'ultimo si sottopone al test scoprendo di essere autistico. Shaun aiuta il dottore a comprendere che il suo lavoro nella vita non è tutto ma si può avere altro se si è disposti a cambiare. Durante l'operazione Shaun comprende che non funzionerà perché serve un intervento di chirurgia vascolare con un bypass. L'operazione sembra riuscita e il dottore Chambers ringrazia Shaun. Nel frattempo, Shaun e Lea sono costretti a prendere la decisione se tenere il bambino oppure no e questo cambierà il corso della loro relazione. Lea e Shaun decidono per l'aborto ma, mentre vengono chiamati perché tocca a loro, si ricredono e decidono di avere il bambino. I dottori Morgan Reznick e Alex Park lavoravano al caso di Oscar, un paziente affetto da dolori cronici che lo rendono aggressivo nei confronti delle persone e della moglie Ana. Quest'ultima crede che possa essere tossicodipendente, ma i dottori gli diagnosticano una patologia che si può risolvere con una difficile operazione molto rischiosa. L'intervento è positivo quindi Oscar può farsi toccare senza provare dolore. Park e Reznick iniziano a provare un sentimento che sfocia in un'avventura. Il dottore Enrique Guerin decide di lasciare il posto da specializzando per dedicarsi a un progetto umanitario.
- Guest star: Brian Marc (Enrique Guerin), Bria Samone Henderson (Jordan Allen), Noah Galvin (Asher Wolke), Christian Clemenson (dottore Silas Chambers), John Hensley (Oscar), Onahoua Rodriguez (Ana).
- Ascolti Italia: telespettatori 1.025.000 – share 4,30%[15]

## Non si piange sul latte versato
- Titolo originale: Spilled Milk
- Diretto da: Sarah Wayne Callies
- Scritto da: Tracy Taylor e Jessica Grasi

### Trama
Claire è colta alla sprovvista quando suo padre assente si presenta alla sua porta. Durante il loro confronto, l'uomo si sente male e Claire sospetta un ictus. In ospedale, il padre confessa di aver un tumore terminale e di non volersi curare. Alla fine è Claire a chiedere al padre di fare l'operazione che ha esito positivo. Questo porta i due verso una iniziale riappacificazione. Maya, ballerina di ventisei anni e paziente di Shaun, viene operata d'urgenza a causa di un'emorragia dovuta a una gomitata. Dall'operazione comprendono che soffre di una rara patologia chiamata sindrome di Bernard-Soulier oppure "sindrome delle piastrine grandi" che sostanzialmente fa sì che il suo sangue mangi il suo corpo. Maya e anche innamorata di Leo Chen, suo partner nel ballo. Purtroppo subisce un intervento che comporta l'amputazione di una gamba e a decidere è stato proprio Leo visto che figura come tutore. Dopo l'intervento, il rapporto tra i due si incrina vista l'omosessualità di Leo. Nel frattempo, Shaun si sente disconnesso da Lea, causando tensione nella loro relazione oltre a non provare nulla per suo figlio poiché pensa di non poter provare nulla per chi non esiste come bambino ma soltanto come feto. Le cose cambiano quando Shaun e Lea, durante la vista di controllo, ascoltano il battito del cuore del piccolo.
- Guest star: Marcuis Harris (Miles Browne), Jasmine Vega (Maya Flores), Michael Hsu Rosen (Leo Chen), Brian Marc (Enrique Guerin), Bria Samone Henderson (Jordan Allen), Noah Galvin (Asher Wolke).
- Ascolti Italia: telespettatori 1.038.000 – share 4,50%[16]

## Maschio o femmina?
- Titolo originale: Gender Reveal
- Diretto da: Tim Southam
- Scritto da: Debbie Ezer

### Trama
Dopo aver scoperto il sesso del loro bambino che si rivela essere una femmina, l'entusiasmo di Lea spinge Shaun a fare uno sforzo per essere un partner più solidale. Questo lo porta ad accettare una doula. Murphy, Brown e Allen curano Jean, una pilota della marina, la cui diagnosi errata del medico precedente compromette le sue possibilità di un completo recupero. Infatti è in ospedale per sottoporsi a un intervento di sostituzione dell'anca. Durante l'operazione si presentano complicazioni che si rivelano difficili da diagnosticare. Dopo aver appreso che il medico di base di Jean ha dedotto che molti dei suoi sintomi erano dovuti alla menopausa, i tre dottori si rivolgono ai social media per delle idee. Alla fine, grazie ad un post, a Jean viene diagnosticato la malattia di Parkinson. A causa del ritardo nella diagnosi i sintomi sono irreversibili e pongono fine alla sua carriera. La figlia di Jean, Tory, la conforta mentre è a pezzi. Reznick, Park e Walke curano Bradley Vargas, un lottatore di MMA che ha un tumore al seno e deve subire una mastectomia con rimozione di impianti pettorali usati per modellare il suo corpo. Rifiuta di farsi operare per preservare il suo corpo, la sua carriera e i contratti con gli sponsor. Quindi decide per la chemioterapia che ha una bassa probabilità di eliminare il tumore. Park riesce a convincerlo a fare l'operazione. L'operazione va a buon fine e Vargas posta una foto con i segni dell'intervento che riceve molti apprezzamenti. Reznick dopo aver spinto Park a uscire con altre donne inizia a provare gelosia.
- Guest star: Farley Jackson (Bradley Vargas), Diane Farr (Jean Starzak), Alison Amigo (Melody), Valerie Duthil  (Theresa), Shalyn Ferdinand (dottoressa Heather Boyd), Wonita Joy (Mrs. Williams), Brian Marc (Enrique Guerin), Bria Samone Henderson (Jordan Allen), Noah Galvin (Asher Wolke).
- Ascolti Italia: telespettatori 1.226.000 – share 5,20%[17]

## Attese
- Titolo originale: Waiting
- Diretto da: Gary Hawes
- Scritto da: Oren Gottfried, David Hoselton e David Shore

### Trama
A una manifestazione di protesta, due giovani ragazzi, Ethan e Mason, vengono colpiti rispettivamente alla testa e al petto da frammenti di proiettili e vengono portati di corsa a St. Bonaventure dove la squadra cerca disperatamente di salvarli; le loro madri, Taryn e Carina, sono supportate da Lea che è in attesa dei risultati di un test per il diabete gestazionale; tuttavia le due donne sono in disaccordo sulle loro diverse opinioni politiche. Mentre gli interventi chirurgici iniziali hanno successo, Mason sperimenta una complicazione che richiede una operazione chirurgica con massiccia trasfusione di sangue, ma l'ospedale non ne ha abbastanza dopo tutti gli interventi chirurgici su Mason ed è improbabile che ne ottenga altro in tempo; Taryn, madre di Ethan, dona il sangue necessario e Mason se la cava. Si scopre che Ethan ha un frammento di proiettile che potrebbe essere lasciato lì visto che non causa danni. Ethan ha una crisi e si scopre che ha anche un secondo frammento, che con la prima TAC non è stato individuato. Visto che il frammento si muove il destino del ragazzo è segnato. Sia Shaun che Park sono scossi dalla situazione con Park che quasi lascia il caso perché il disastro gli ricorda Kellan; Morgan convince Park a non abbandonare Ethan ed è in grado di trovare un modo per rimuovere con successo il frammento e salvargli la vita. Claire e Asher litigano per le loro opinioni politiche, ma decidono di cenare insieme e parlarne una volta che i loro turni sono finiti. Sebbene Park ammetta che Morgan è un bene per lui, non è disposto a continuare una relazione solo sessuale e decide di perseguire una relazione con Heather; Morgan offre a Park il suo sostegno, ma in privato sembra essere sconvolta per averlo perso. I risultati del test di Lea sono buoni, ma quando lei e Shaun lasciano l'ospedale, Lea crolla improvvisamente per il dolore, con Shaun che chiede aiuto.
- Guest star: Elizabeth Rodriguez (Carina Bardo), Italia Ricci (Taryn Wilkie), Brian Marc (Enrique Guerin), Bria Samone Henderson (Jordan Allen), Noah Galvin (Asher Wolke).
- Ascolti Italia: telespettatori 1.043.000 – share 4,30%[18]

## Dottor Ted
- Titolo originale: Dr.Ted
- Diretto da: Anne Renton
- Scritto da: Patti Carr e Sam Chanse

### Trama
Shaun è diviso tra il suo ruolo di partner di Lea, dopo che sono sorte complicazioni con la gravidanza, e il suo istinto di medico professionista. Nel frattempo, i dottori Park, Andrews e Asher non sono d'accordo su come affrontare i desideri di Maxine, un'anziana donna, che viene portata di corsa a St. Bonaventura dopo essere collassata durante un evento in stile Art Nouveau. Dopo essere stata vicina alla morte e poi tornata in vita, nonostante i medici abbiano rispettato la sua volontà espressa tramite un braccialetto che indossa al braccio, di non essere rianimata. Lo staff scopre che è una malata terminale e ha un impianto cardiaco per pompare il sangue se il suo cuore si ferma. Quindi decide di sottoporsi a un intervento chirurgico per rimuovere la pompa ma un'infezione prende piede. Maxine rifiuta gli antibiotici per facilitare la sua morte. Tuttavia, Asher, dopo aver perso sua nonna senza la possibilità di salutarla, sviluppa una relazione con Maxine per convincerla a cambiare idea, attraverso vari tentativi che falliscono. Disperato, decide di iniettare gli antibiotici nella flebo dell'anziana per tenerla in vita. Il dottor Glassman rimprovera Asher per i suoi atti e lo esorta a "sistemare le cose", cosa che fa offrendo a Maxine una richiesta di aiuto nella
compilazione dei moduli per il trattamento di fine vita. Nel frattempo, a Lea viene diagnosticato un vasa praevia di tipo II, in cui i vasi sanguigni del bambino sono a rischio di rottura; in seguito subisce un intervento chirurgico. Le complicazioni sorgono quando si scopre che ha un coagulo nel polmone e uno nel cordone ombelicale del bambino, ma il secondo coagulo non era stato inizialmente diagnosticato. Questo significa che il bambino non può sopravvivere. Successivamente, Lea decide di abortire chirurgicamente e quindi di rimuovere il bambino dalla sede dell'utero.
- Guest star: Veronica Cartwright(Maxine Stanley), Brian Marc (Enrique Guerin), Bria Samone Henderson (Jordan Allen), Noah Galvin (Asher Wolke).
- Ascolti Italia: telespettatori 1.138.000 – share 4,50%[19]

## Affrontare il dolore
- Titolo originale: Letting Go
- Diretto da: James Genn
- Scritto da: Doris Egan

### Trama
Le dottoresse Claire, Audrey e Morgan devono affrontare la dura verità su quali limiti sono disposte a superare quando devono curare l'idolo di Claire ovvero la senatrice Marian Clark. Quest'ultima ha un aneurisma cerebrale ed è più preoccupata per la sua immagine che essere sincera con suo marito. Viene sottoposta a due interventi uno più rischioso dell'altro. Nel secondo Claire trova una soluzione alternativa per evitare complicanze peggiori alla senatrice. Shaun, dopo la perdita della figlia, si rifiuta di prendersi una pausa dal lavoro. Shaun, per caso, viene chiamato da un paziente che gli chiede dei calzini perché ha i piedi freddi. Ascoltando il resoconto del paziente, Shaun accusa sfacciatamente il dottore Paul Nakano di aver commesso un errore durante l'intervento di bypass di Artie Hill che si era recato nell'ospedale più vicino, su consiglio di Nakano, poiché aveva avuto una lieve insufficienza cardiaca. Cosi consiglia un'angiografia per confermare la lesione all'aorta. L'esame non da esito positivo e il dottore Andrews impone a Shaun di andare a casa. Durante una chiacchierata con Lea, si rende conto che si sbagliava sul fatto che Paul avesse commesso un errore, ma aveva ragione per quanto riguarda l'esistenza di un problema dovuto ad un restingimento congenito che ha prodotto una coartazione e riesce ad interrompere l'operazione appena in tempo per salvare la vita di Artie. Shaun, Paul e Andrews sono in grado di eseguire il giusto l'intervento chirurgico che permette la sostituzione della valvola su Artie. Paul, che è anche l'ex mentore di Andrews, decide di ritirarsi dopo aver commesso un piccolo errore durante l'intervento chirurgico piuttosto che continuare a rischiare la vita dei suoi pazienti in futuro. Shaun fatica a capire come affrontare la sua perdita. Caduta in depressione, Lea evita di rivelare l'aborto a sua madre. Costretta a recarsi in ospedale si trova ad affrontare i suoi colleghi. Shaun risponde alla madre di Lea e va su tutte le furie probabilmente più per il dolore che per le parole della madre della compagna. Dopo aver parlato sia con Glassman che con Andrews, Shaun comprende che non può lasciare affrontare la perdita della bambina a Lea tutta sola mentre crolla incolpandosi dell'accaduto, l'unica altra persona che può capire cosa stia passando anche lui.
- Guest star: Elfina Luk (infermiera Villanueva), Cynthia Stevenson (senatore Marian Clark), Hiro Kanagawa (dottore Paul Nakano), Asif Ali (Cal Lewis), Derek McGrath (Artie Hill), Pete Graham (Pete), Brian Marc (Enrique Guerin), Bria Samone Henderson (Jordan Allen), Noah Galvin (Asher Wolke).
- Ascolti Italia: telespettatori 1.259.000 – share 5,30%[20]

## Perdonare o dimenticare
- Titolo originale: Forgive or Forget
- Diretto da: Lee Friedlander
- Scritto da: Thomas L. Moran e David Renaud

### Trama
Shaun e Lea vanno in campeggio per distrarsi dal dolore per la loro perdita. Quando arrivano a Yosemite, vengono respinti perché tutti i campi sono prenotati. Arrivano in un nuovo campeggio che in realtà è più un posto per fare picnic. Fanno fatica ad acclimatarsi un po' per colpa loro un po' per i vicini. La mattina dopo, durante un'escursione pianificata, Shaun cade da un tronco, ferendosi gravemente alla caviglia. Lea segue le indicazioni di Shaun per effettuare un intervento chirurgico d'urgenza su di lui utilizzando un kit di riparazione della tenda e un amo da pesca per ripristinare il flusso sanguigno. Durante l'operazione Shaun sviene e Lea si ritrova da sola a finire la procedura e a salvargli la vita. Claire cerca di evitare una conversazione con suo padre sul loro passato. Il padre racconta i motivi per cui ha lasciato la madre di Claire e di aver spedito un assegno mensile per affitto, cibo e vestiti. Claire, Lim e Asher curano una ragazza di 12 anni con una Malformazione artero-venosa sul collo che andava operata già da bambina. La ragazza è stata sempre favorevole all'intervento ma i genitori hanno temporeggiato. Quando si scopre che la Mav è diventata pericolosa, viene portata in sala operatoria per un intervento urgente. Le cose precipitano quando la Mav scende in profondità fino al polmone e le dottoresse sono costrette a praticare una lobotomia che permette alla ragazza di non aver ripercussioni minime sulla respirazione. Park, Morgan e Asher affrontano il caso di un uomo che si cura con la Psilocibina, una sostanza presente nei funghi allucinogeni, per combattere la sua depressione. L'uomo ha bisogno di un intervento chirurgico complesso per via delle lesioni subite dalla sua terapia ai funghi. Morgan e Park discutono su quale sia il migliore trattamento per il loro paziente ma il giudizio professionale di Park viene compromesso a causa della relazione malconcia con Morgan. L'operazione va a buon fine e l'uomo si salva. Park dice a Morgan che non può esserle amico e che d'ora in poi discuteranno solo di lavoro. Dopo un'accesa discussione con Glassman sulla sua pistola, Debbie capisce che l'amore che prova non è abbastanza, così fa i bagagli e se ne va.
- Guest star: Brian Marc (Enrique Guerin), Bria Samone Henderson (Jordan Allen), Noah Galvin (Asher Wolke).
- Ascolti Italia: telespettatori 1.141.000 – share 4,80%[21]

## Missione Guatemala (1ª parte)
- Titolo originale: Venga
- Diretto da: Mike Listo
- Scritto da: Liz Friedman

### Trama
Durante la prima parte del finale di stagione, i medici del San Bonaventura si recano in Guatemala per eseguire interventi chirurgici su pazienti che altrimenti morirebbero. Una volta lì, la squadra affronta una piccola comunità che ha un disperato bisogno del loro aiuto, ma devono selezionare e identificare chi ha più bisogno fra loro. Quindi scelgono 12 casi che necessitano di interventi chirurgici. In Guatemala, Shaun sembra in fase di ripresa invece Lea sta ancora lottando con la perdita della sua bambina. Andrews stringe un legame con Bastion, un ragazzo che richiede un intervento complesso per rimuovere un tumore maxillofacciale Chiede l'aiuto di Shaun per elaborare un intervento chirurgico per far rientrare Bastion tra i pazienti da operare. Claire si lega a una madre single con calcoli biliari, restia a farsi operare perché deve lavorare e prendersi cura di sua figlia. Morgan si trova di fronte ad Adelmo, un bambino con un adenoma epatico e con un cuore malandato a causa di una febbre reumatica avuta un anno prima e curata male. Morgan è devastata dal doverlo rifiutare come possibile candidato e, i tentativi di Park di confortarla sono respinti. Lea continua a lottare con la perdita della sua bambina e dice a Shaun che sta pensando di tornare in Pennsylvania per un po' per riprendersi dai costanti ricordi della perdita. Miguel, uno dei candidati affetto da Sindrome dello stretto toracico superiore, sviluppa un coagulo di sangue che Shaun e Claire rompono usando il veleno di serpente, ma questo lo porta ad essere escluso per l'intervento chirurgico. Con queste esclusioni, il risultato è che i pazienti di Andrews e Claire rientrano nella lista. Lim si lega al medico messicano Mateo Rendón Osma. I due vengono rapiti da una famiglia alle prese con una urgenza medica ovvero una donna in procinto di partorire. Lim e Mateo fanno nascere con successo il bambino e al loro ritorno in hotel fanno sesso.
- Guest star: Osvaldo Benavides (dottoreMateo Rendon Osma), Shalyn Ferdinand (dottoressa Heather Boyd), Allegra Fulton (Karla Saravia), Esmeralda Pimentel (infermiera Ana Morales), Brian Marc (Enrique Guerin), Bria Samone Henderson (Jordan Allen), Noah Galvin (Asher Wolke).
- Ascolti Italia: telespettatori 1.222.000 – share 5,10%[22]

## Missione Guatemala (2ª parte)
- Titolo originale: Vamos
- Diretto da: Mike Listo
- Scritto da: Peter Blake e David Shore

### Trama
I medici iniziano a eseguire gli interventi chirurgici programmati per il primo giorno. Lim, Park e Shaun deveno eseguire tre interventi. Shaun è alle prese con un rischioso intervento chirurgico su un paziente con un tumore da rimuovere. Restano senza elettricità quando all'ospedale in Guatemala si interrompe improvvisamente la corrente. Per fortuna ritorna poco dopo. Nel secondo giorno Andrews esegue l'intervento su Bastion che viene sospeso perché mancano alcune forniture mediche. Dopo aver saputo che sua moglie sta vedendo qualcun altro, Andrews rinuncia alla sua fede nuziale per pagare le forniture e completare con successo l'intervento chirurgico su Bastion. Alla paziente di Claire, Edna, viene diagnosticato un cancro alla cistifellea; quando Edna sviluppa delle complicazioni, Shaun incoraggia Claire a fidarsi del suo istinto e lei le salva la vita. Uno dei loro pazienti operato di ernia è costretto a tornare al lavoro nuovamente e questo crea una recidiva e Morgan deve operarlo; nonostante il dolore intenso, Morgan completa la maggior parte dell'intervento chirurgico prima che Park subentri. Lim si apre con Mateo sul suo disturbo da stress post-traumatico e, a sua volta, rivela di avere un mandato negli Stati Uniti per possesso di marijuana; Mateo promette di far visita a Lim una volta che i suoi problemi legali si saranno chiariti. Morgan si apre con Park sulle sue paure e iniziano una relazione. Claire decide di rimanere in Guatemala per lavorare in ospedale. Dopo aver contribuito a salvare la vita di un bambino, Lea decide di non tornare in Pennsylvania e propone invece a Shaun di sposarla.
- Guest star: Osvaldo Benavides (dottore Mateo Rendón Osma), Allegra Fulton (dottoressa Karla Saravia), Esmeralda Pimentel (infermiera Ana Morales), Andres Soto (Sapo), Arlina Rodriguez (infermiere Guerrero), Juana Lerma Juarez (infermiera Aguilar), Brian Marc (Enrique Guerin), Bria Samone Henderson (Jordan Allen), Noah Galvin (Asher Wolke).
- Ascolti Italia: telespettatori 1.153.000 – share 4,80%[23]